# The Spice-Box of Earth
The Spice-Box of Earth je druhá sbírka básní kanadského spisovatele a později hudebníka Leonarda Cohena. Poprvé ji vydalo v květnu roku 1961 nakladatelství McClelland & Stewart, které s autorem spolupracovalo i v pozdějších letech. Knize se po vydání dostalo pozitivních reakcí od kritiků. Vedle různých témat básní jsou zde zastoupeny například sexuální motivy. V českém překladu kniha vydána nebyla.